# 土曜映画劇場
『土曜映画劇場』（どようえいがげきじょう）は、テレビ朝日系列ほかで放送されていたNETテレビ → テレビ朝日製作の映画番組である。製作局のNETテレビ → テレビ朝日では1968年10月5日から1977年6月25日まで放送。

## 概要
元は土曜21:00枠で放送されていた『土曜洋画劇場』が、『日曜洋画劇場』と題して日曜21:00枠へ移動したのを補完する番組としてスタートした。
オープニングは、ケーシー高峰が犬とともに掛けあうものであった。エンディングクレジットの表示中に流れていたテーマミュージックは、グスターヴ・ホルストの組曲『惑星』の「木星」（第4主題）であった。
近畿地方では、1975年3月29日までは毎日放送で放送されていたが、腸捻転の解消によって翌週の4月5日からは朝日放送で放送されるようになった。
解説を務めた児玉清は著書『寝ても覚めても本の虫』の中で「人気の高い洋画を買い取る際に、いわゆるC級作品も沢山抱き合わせで買わされてしまう。これはあくまで僕の単なる憶測なのだがこうしたC級作品も放映する機会を作らなくては、ということで『土曜洋画劇場』（ママ）なる番組枠が急遽設けられたのだと思う。」と書いている。児玉は、「あまりにお粗末すぎる作品」を解説で酷評したところ、監修の淀川長治から「必ず褒めなさい」と撮り直しを求められたという。番組自体も「洋画の保有本数の減少とともに自然消滅という形で土曜の夜から消えてしまった」と書いている。。

## 放送時間
いずれも日本標準時。
- 土曜 21:00 - 22:26 （1968年10月5日 - 1972年9月）
- 土曜 21:00 - 22:25 （1972年10月 - 1975年3月） - 1分縮小。
- 土曜 21:00 - 22:24 （1975年4月 - 1977年6月25日） - さらに1分縮小。
- 当時、日テレ系とテレ朝系のクロスネット局だった青森放送では、1時間遅れの22:00から放送[2]。

## 解説者
- 初代:木崎国嘉（1969年8月23日 - 12月27日　本業:医師、教育評論家）
- 2代目:増田貴光（1970年1月3日 - 1974年6月29日） - 「あなたとお会いしましょう」の決め台詞があった。
- 3代目:筈見有弘（1974年7月6日 - 1975年9月27日）
- 4代目:児玉清（1975年10月4日 - 最終回　本業:俳優、司会者） - 予告編ナレーター:小林清志